# Dziura koronalna

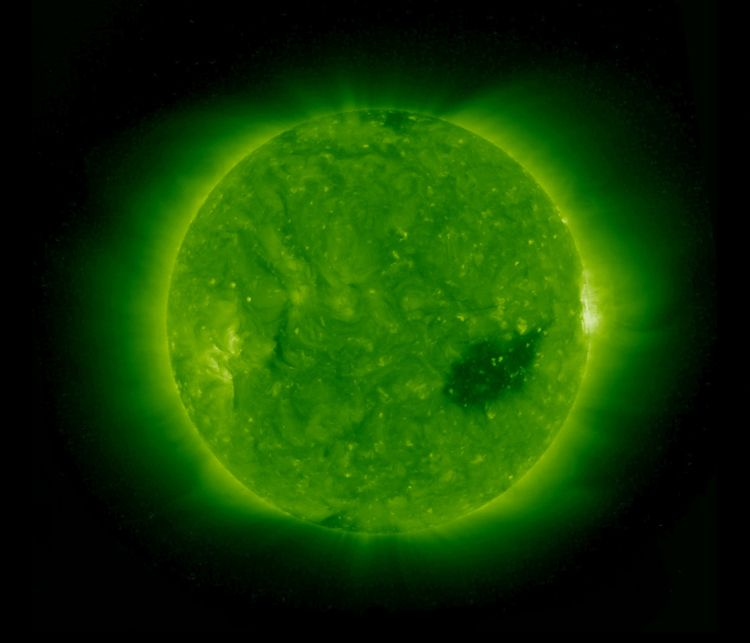
Słońce z widoczną dziurą koronalną, zdjęcie zrobione przez sondy STEREO.

Dziura koronalna (nazywana dawniej M-centrum) – ciemniejsze obszary w koronie słonecznej, związane z „otwartymi” liniami pola magnetycznego, istniejące przez większą część cyklu słonecznego ponad biegunami Słońca. Dziury koronalne są źródłami wiatru słonecznego o dużej prędkości.
Dziury koronalne są dobrze widoczne w zakresie promieniowania rentgenowskiego oraz linii neutralnego helu, a w sprzyjających warunkach powodują burze magnetyczne na Ziemi, pozbawione często fazy dodatniej.
Dziury koronalne odkrył Max Waldmeier wykonując obserwacje w świetle białym w latach pięćdziesiątych XX wieku. Potwierdziły to późniejsze obserwacje w zakresie rentgenowskim. Obecnie są obserwowane przez satelity, między innymi przez spektrometr koronalny (CDS) na satelicie SOHO fotografującym Słońce w dalekim ultrafiolecie.